# Corrida do Ouro de Klondike
A Corrida do Ouro de Klondike foi uma migração entre 1896 e 1899 de cerca de 100.000 garimpeiros para a região de Klondike em Yukon, no noroeste do Canadá. O ouro foi descoberto por mineradores locais em 16 de agosto de 1896 e, quando as notícias chegaram a Seattle e São Francisco no ano seguinte, desencadeou uma debandada de garimpeiros. Alguns ficaram ricos, mas a maioria foi em vão. A corrida foi imortalizada na cultura popular, por exemplo, em artefatos, filmes, jogos, literatura e fotografias.
Para chegar aos campos de ouro, a maioria dos garimpeiros tomou o caminho através dos portos de Dyea e Skagway, no sudeste do Alasca. Aqui, os klondikers poderiam seguir as trilhas Chilkoot ou White Pass até o Rio Yukon e navegar até o Klondike. As autoridades canadenses exigiram que cada uma delas trouxesse um suprimento de comida para um ano, a fim de evitar a fome. Ao todo, os equipamentos dos klondikers pesavam quase uma tonelada, o que a maioria carregava em etapas. Realizar essa tarefa e competir com o terreno montanhoso e o clima frio do Yukon significava que aqueles que persistiam não chegavam até o verão de 1898. Uma vez lá, encontraram poucas oportunidades e muitos ficaram desapontados.
Para acomodar os prospectores, as cidades em expansão surgiram ao longo das rotas. No seu término, Dawson City foi fundada na confluência dos rios Klondike e Yukon. De uma população de 500 habitantes em 1896, a cidade cresceu para abrigar aproximadamente 30.000 pessoas no verão de 1898. Construída em madeira, isolada e insalubre, Dawson sofria com incêndios, preços altos e epidemias.
A partir de 1898, os jornais que incentivaram tantos a viajar para Klondike perderam o interesse por ela. No verão de 1899, o ouro foi descoberto em torno de Nome, no oeste do Alasca, e muitos garimpeiros deixaram Klondike para as novas jazidas de ouro, marcando o fim da Corrida de Ouro. As cidades em expansão declinaram e a população de Dawson City caiu.
A produção de mineração de ouro em Klondike atingiu seu auge em 1903, depois que equipamentos mais pesados foram trazidos. Desde então, Klondike foi explorada e hoje o legado atrai turistas para a região e contribui para sua prosperidade.